# La Louve de France
La Louve de France est un roman historique écrit par Maurice Druon et publié en 1959.
Il est le cinquième tome de la série des Rois maudits. Il est précédé par le roman La Loi des mâles ; le tome suivant est Le Lis et le Lion.
L'action du roman se déroule d'août 1323 à 1327.
Dans l'adaptation télévisée de 2005, ce cinquième tome est partagé entre les épisodes 4 et 5 : le premier prend pour titre La Louve de France (bien qu'il comporte principalement l'adaptation du quatrième tome, La Loi des mâles) ; le second porte celui du sixième tome, Le Lis et le Lion.

## Résumé

### Avant le début de l'intrigue
Isabelle de France, fille de Philippe IV le Bel et reine d’Angleterre, vit une situation conjugale, psychologique et financière difficile. Son mari, Édouard II, est homosexuel, et le favori de celui-ci, Hugues le Despenser, dilapide le Trésor royal et ne cesse d'humilier la reine. En 1322, les barons se sont révoltés contre Édouard, mais la rébellion a échoué et le chef de la Fronde, Roger Mortimer, a été arrêté et emprisonné à la Tour de Londres.

### Première partie:De la Tamise à la Garonne
Le 1er août 1323, avec le soutien financier et logistique de barons et prélats opposés à Édouard II, Mortimer réussit à s'évader et à gagner la France, terre de ses ancêtres (il est descendant d’un des compagnons de Guillaume le Conquérant). Robert d’Artois, qui est revenu en grâce à la cour de France à la suite de l'avènement de Charles IV, l’y accueille et lui fait octroyer un prêt de 7 000 livres par Spinello Tolomeï. Charles de Valois, oncle du roi, profitant de la bêtise et de la faiblesse de celui-ci, gouverne en réalité la France.
Pour sa part, Édouard est duc d’Aquitaine et, à ce titre, vassal direct du roi de France. Il doit donc se rendre en France pour prêter hommage à son beau-frère Charles IV. Les deux souverains ne sont pas en bons termes et Édouard n’accepte pas de se soumettre aux volontés de Charles. En guise de rétorsion à la fuite de Mortimer en France, Édouard refuse de marier l'héritier du trône d'Angleterre, son fils Édouard (qui deviendra Édouard III), à l'une des filles de Charles de Valois. Le récit évoque le caractère versatile du roi Édouard, qui s'est aliéné une grande partie de ses vassaux par ses comportements extravagants et peu pertinents, éloignés de la noblesse royale.

### Deuxième partie:Isabelle aux amours
Une guerre s’annonce entre les deux royaumes. Le pape intervient et convainc le roi d’Angleterre de se plier, pour la forme, aux demandes du roi de France. Isabelle se rend en France pour planifier la réconciliation entre les deux hommes et la cérémonie de l'hommage. Une fois rendue à la cour de France, Isabelle n’est pas pressée de retourner vers son mari homosexuel et les intrigues des Despenser, qui la détestent. Isabelle et Mortimer se rencontrent et se plaisent immédiatement. Ils deviennent rapidement amants et fomentent un complot contre Édouard.

### Troisième partie:Le roi volé
Guccio revient chercher celui qu’il croit être son fils (mais qui est en réalité le fils de Louis X) pour le ramener en Italie. Marie, enfermée dans son terrible secret, voit l’amour de sa vie partir avec son fils adoptif, sans révéler son secret. Elle ne les reverra jamais…

### Quatrième partie:La chevauchée cruelle
Charles IV se refuse à aider sa sœur, se souvenant que c’est elle qui a lancé le scandale de la tour de Nesle, pour lequel sa première épouse a fini en prison. Il voudrait même la renvoyer auprès de son mari. Avec l’aide de Robert d’Artois, Isabelle et Mortimer gagnent la Flandre, où ils lèvent une armée de 1 000 chevaliers. En septembre 1326, ils débarquent en Angleterre. Londres se soulève en leur faveur, le Despenser est exécuté, le roi s’enfuit. Édouard est fait prisonnier au Pays de Galles et abdique, laissant son fils monter sur le trône, sous le nom d’Édouard III.
La reine gouverne jusqu’à la majorité d’Édouard III, mais c’est en fait Mortimer, avide, ambitieux et cruel, qui tient les commandes du royaume. Druon lui attribue l'assassinat, dans des conditions atroces, de l’ancien roi, Édouard II.

## Personnages
En Angleterre :
- Édouard II, roi d'Angleterre et seigneur d'Irlande
- Isabelle de France, reine consort d'Angleterre, fille de Philippe le Bel, sœur du roi de France Charles IV le Bel
- Roger Mortimer, baron Mortimer de Wigmore, comte de March, important seigneur anglais des Marches galloises
- Roger Mortimer de Chirk, oncle de Roger Mortimer de Wigmore, baron Mortimer de Chirk, ancien Grand Juge du Pays de Galles
- Jeanne Mortimer, femme de Roger Mortimer de Wigmore, dame de parage d'Isabelle de France, nièce du sénéchal de Joinville, baronne Geneville
- Hugues le Despenser, amant d'Édouard II, baron Despenser
- Éléonore de Clare, femme d'Hugues, dame de Glamorgan, petite-fille d'Édouard Ier
- Hugues le Despenser (le père), comte de Winchester
- Edmond de Woodstock, demi-frère d'Édouard II, comte de Kent, sixième fils d'Édouard Ier
- Edmond Crouchback (1245-1296), oncle d'Édouard II, comte de Lancastre, comte de Leicester
- Thomas de Lancastre (1278-1322), grand baron rebelle lors de la guerre des Despenser, exécuté
- Henri de Lancastre, aussi nommé Tors-Col à cause de son torticolis (Wryneck en anglais), fils d'Edmond de Lancastre, frère du baron rebelle, comte de Leicester
- Robert Baldock, lord grand chancelier, ancien lord du sceau privé, conseiller d'Édouard II
- Edmond FitzAlan, comte d'Arundel, conseiller d'Édouard II
- Édouard III, fils du roi Édouard II et d'Isabelle de France, comte de Chester
- Jeanne d'Angleterre, dernière fille d'Isabelle de France, sœur d'Édouard III
- Adam Orleton, évêque de Hereford
- John Maltravers, ami d'enfance de Roger Mortimer de Wigmore

En France :
- Charles IV le Bel, roi de France
- Marie de Luxembourg, reine consort de France
- Charles de Valois, oncle du roi Charles IV, Comte de Valois
- Jeanne d'Évreux, fille de Louis d'Évreux, cousine du roi Charles IV
- Robert d'Artois, comte de Beaumont-le-Roger
- Jeanne de Valois, femme de Robert d'Artois, fille de Charles de Valois
- Philippe de Valois, fils de Charles de Valois, cousin de Charles IV le Bel
- Jeanne de Bourgogne, femme de Philippe de Valois, fille d'Agnès de France, petite fille de Saint-Louis, duchesse de Bourgogne
- Gaucher de Châtillon, connétable du Roi, comte de Porcien
- Walter de Stapledon, évêque d'Exeter
- Ralph Basset, sénéchal de Gascogne
- Hugues III de Bouville, chambellan

Autres :
- Guillaume Ier de Hainaut, comte de Hainaut, comte de Hollande
- Jeanne de Valois, femme de Guillaume Ier de Hainaut, fille de Charles de Valois
- Philippa de Hainaut, fille de Guillaume Ier de Hainaut et Jeanne de Valois, petite-fille de Charles de Valois
- Jean de Beaumont, frère et général de Guillaume Ier de Hainaut
- Marie de Cressay, mère adoptive de Jean Ier le Posthume
- Robert Bruce, roi d'Écosse non reconnu par Édouard II
- David Bruce, fils de Robert Bruce